# Adam Hart i Sahara
Adam Hart i Sahara er en dansk novellefilm fra 1990, instrueret af Nicolas Barbano.
Manuskriptet er af Erwin Neutzsky-Wulff efter hans roman Adam Hart og Sjælemaskinen, og det er den hidtil eneste Neutzsky-Wulff-filmatisering. Forfatteren medvirker selv i en lille cameo-rolle.
Hovedpersonen Adam Hart, en detektiv med forkærlighed for okkulte mysterier, spilles af Jesper Hyldegaard, der her fik sin filmdebut. Hans medhjælper og kronikør Victor Janis spilles af Per Diemer, der ellers er bedst kendt som tegner og grafiker.
I filmens tre andre hovedroller ses Hanne Fabricius og Thomas Sørensen, idet personen lider af personlighedsspaltning. Den underlige sag fører de to detektiver fra deres hovedkvarter på Sværtegade 13 dybt ind i Saharas ørken.
Filmen blev skudt på 8mm, men færdiglavet på video. Den blev i 1990'erne distribueret på vhs som salgskassette og har også været vist på lokal-tv.

## Medvirkende
- Jesper Hyldegaard som Adam Hart
- Per Diemer som Victor Janis
- Hanne Fabricius som Myra
- Thomas Sørensen som Robert
- Mogens Esmarch Poulsen som Lægen
- Erwin Neutzsky-Wulff som Mand på Sværtegade
- Amy Dawson som Pige på Sværtegade
- Jørgen Samson som Rejsekonsulent
- Palle Toft som Mand på Strøget